# 48838 Markackermann
48838 Markackermann è un asteroide della fascia principale. Scoperto nel 1998, presenta un'orbita caratterizzata da un semiasse maggiore pari a 3,074925 UA e da un'eccentricità di 0,298584, inclinata di 12,879138° rispetto all'eclittica.